# الريامي (السدة)

تعديل مصدري - تعديل

الريامي هي إحدى قرى عزلة التويتي بمديرية السدة التابعة لمحافظة إب، بلغ تعداد سكانها 843 نسمة حسب تعداد اليمن لعام 2004.